# Shōgo Iida
Shōgo Iida (japanisch 飯田 正吾 Iida Shōgo; * 18. April 1967 in Hokkaidō) ist ein ehemaliger japanischer Fußballspieler.

## Karriere
Iida erlernte das Fußballspielen in der Schulmannschaft der Muroran Otani High School. Seinen ersten Vertrag unterschrieb er im 1986 beim Erstligisten Hitachi (Kashiwa Reysol). Ende 1994 beendete er seine Karriere als Fußballspieler.